# 42593 Antoniazzi
42593 Antoniazzi è un asteroide della fascia principale. Scoperto nel 1997, presenta un'orbita caratterizzata da un semiasse maggiore pari a 2,7314540 au e da un'eccentricità di 0,2265567, inclinata di 7,81237° rispetto all'eclittica.
L'asteroide è dedicato all'astronomo italiano Antonio Maria Antoniazzi.